# Hans J. Lassen
Hans Jacob Lassen (* 16. August 1926 im Gevninge Sogn; † 8. Dezember 2011) war ein dänischer Jurist, Beamter und Landshøvding von Grönland.

## Leben

### Frühes Leben
Hans J. Lassen war der Sohn des Inspektors Kristian Lassen (1887–1974) und seiner Frau Signe Skovgaard (1895–1985). Über seine Mutter war er ein Enkel des Malers Joakim Frederik Skovgaard (1856–1933). Zu seinen Urgroßeltern gehören der Künstler Peter Christian Skovgaard (1817–1875), die Künstlerin Georgia Skovgaard geb. Schouw (1828–1868) und der Botaniker Johan Martin Christian Lange (1818–1898).
Hans J. Lassen besuchte das Frederiksborg Gymnasium in Hillerød, das er 1945 beendete. Anschließend begann er ein Jurastudium, das er 1953 als cand.jur. abschloss. Im selben Jahr wurde er als Sekretär im Grønlandsdepartement angestellt. Am 14. April 1954 heiratete er Hanne Metz (1930–2013), Tochter des Fabrikanten Paul Metz und seiner Frau Else Rubow. 1956 wurde er zum Bevollmächtigten beim grönländischen Landshøvding ernannt, was er bis 1958 blieb. 1958 wurde er Anwalt. Von 1959 bis 1964 war er Ministersekretär. 1964 wurde er Bevollmächtigter im Grønlandsministeriet und im selben Jahr zum Bürochef befördert.

### Zeit als Landshøvding
1973 wurde er zum Landshøvding von Grönland ernannt, was er bis zur Abschaffung des Amts im Zuge der Einführung der Hjemmestyre im Jahr 1979 blieb. In dieser Zeit hatte er zahlreiche weitere Ämter in Grönland inne. Er war Vorsitzender der Schuldirektion, des Berufsbildungsrats, des Erwerbsunterstützungsausschusses, des Wohnunterstützungsausschusses, des Kommunalaufsichtsrats, Gesundheitsverwaltung und der Oberepidemiekommission. Zudem war er Vizevorsitzender der Radioverwaltung und Mitglied des Kirchenrats, der Arbeits- und Sozialdirektion, des Erwerbsentwicklungsrats, des Landesplanausschusses, des Aufsichtsrats des Grönländischen Landesmuseums, von Egmontgaarden und der Grafischen Werkstatt in Nuuk sowie Schutzherr von Grønlands Idrætsforbund.

### Zeit als Amtsmann
Nach seiner Zeit in Grönland wurde er 1979 zum Amtsmann des Nordjyllands Amt und zum Stiftamtsmann des Bistums Aalborg ernannt, was er bis 1996 blieb. Dabei war er auch Regionsamtsmann, Vorstandsvorsitzender des Kystmilicefond des Hjørring Amts, des Daphnefonden und des Emilie & Chr. Andersens Legat und von 1970 bis 2001 Aufsichtsratsmitglied des Joakim og Niels Skovgaards Familielegat. Außerdem war er Direktionsmitglied des Aalborg Kloster, Vorsitzender des Amtsberufungsausschusses, des Revalidierungs- und Pensionsausschusses, des Patientenklageausschusses und des Aufsichtsrats im Nordjyllands Amt, Einberufungschef für Nordjyllands Amt und Viborg Amt, von 1982 bis 1984 Vorsitzender der Vereinigung der Staatsamtsmänner, von 1982 bis 1987 Vorsitzender der Gesundheitshøjskole Diget und von 1988 bis 2001 des Verteilungskomitees der Weihnachtslotterie des Bistums Aalborg.

### Auszeichnungen
Hans J. Lassen wurde am 7. März 1969 zum Ritter des Dannebrogordens ernannt, am 1. Januar 1976 zum Ritter 1. Grades, am 1. Januar 1983 zum Kommandeur und am 1. Januar 1992 zum Kommandeur 1. Grades. Er war auch Kammerherr. Er wohnte in Aalborg, hatte aber auch ein Landeigentum in Sindal. Hans J. Lassen starb 2011 im Alter von 85 Jahren und liegt neben seiner Frau in Aalborg begraben.